# Save My Seoul
Save My Seoul és un documental sud-coreà sobre la indústria del sexe que es fa a Seül. Està dirigit per Jaon Y. Lee i produït per l'organització sense ànim de lucre Jubilee Project. Dura 70 minuts. El 2014 fou preestrenat en escoles i esglésies i el 2015 estrenat.
El documental se centra en la història de dos prostitutes adolescents.
El documental fou un èxit a iTunes. El documental va perdre els seus inversors passant-se a l'ús del micromecenatge mitjançant Kickstarter.

## Producció
Un pastor resident a Corea del Sud, Eddie Byun, es posà amb contacte amb Jubilee Media després de veure un curtmetratge d'aquesta, Back to Innocence, convidant-los a fer un documental sobre el tràfic sexual i al prostitució sud-coreanes.
Jason Y. Lee i Eddie Lee començaren a treballar el maig de 2013. Gravaren amb càmeres ocultes a prostitutes i proxenetes.